# Kolk (gmina Zagorje ob Savi)
Kolk – wieś w Słowenii, w gminie Zagorje ob Savi. W 2018 roku liczyła 55 mieszkańców.